# وژتسه (استان اشوی‌داشکسیه)
وژتسه (به لهستانی: Łężyce) یک منطقهٔ مسکونی در لهستان است که در گمینا سادوویه واقع شده‌است. وژتسه ۱۶۰ نفر جمعیت دارد.